# Ol Kalou
Ol Kalou es una localidad de Kenia, con estatus de villa, capital del condado de Nyandarua.
Tiene 66 015 habitantes según el censo de 2009. Se localiza al oeste de los montes Aberdare y 40 kilómetros al este de Nakuru.

## Demografía
Los 66 015 habitantes de la villa se reparten así en el censo de 2009:
- Población urbana: 7025 habitantes (3501 hombres y 3524 mujeres)
- Población periurbana: 58 990 habitantes (28 881 hombres y 30 109 mujeres)
- Población rural: no hay población rural en esta villa

## Administración
Ol Kalou se divide en cinco barrios: Gichungo, Kaimbaga, Ol Kalou, Ol Kalou Central y Rurii. Todos ellos forman parte del distrito electoral de Ol Kalou.

## Transportes
La villa está atravesada de sur a norte por la carretera C77, que une Gilgil con Nyahururu. Al oeste sale la C69, que lleva a Nakuru.